# كامل كووالتشيك
كامل كووالتشيك (بالبولندية: Kamil Kowalczyk)‏ هو لاعب كرة قدم بولندي، ولد في 11 فبراير 1976.